# Lisa Milberg
Lisa Milberg je švédská bubenice a zpěvačka, spolu s Victorií Bergsman a Marií Eriksson zakládající členka indie popových The Concretes. Až do odchodu Victorie Bergsman 26. července 2006, působila v The Concretes pouze jako bubenice a občasná vokalistka. Po odchodu Bergsman se ujala pozice hlavní zpěvačky. První deska, na které se takto prezentuje, nese název Hey Trouble (2007).